# Đức Huệ, Trường Xuân
Đức Huệ (tiếng Trung: 德惠市, Hán Việt: Đức Huệ thị) là một huyện cấp thị (thành phố cấp huyện) của địa cấp thị Trường Xuân, tỉnh Cát Lâm, Trung Quốc. Thành phố này có diện tích 3345 km2, dân số 950.000 người (2002), mã số bưu chính 130300, mã số điện thoại là 0431. Thành phố Đức Huệ nằm ở phía trung bắc bộ của địa cấp thị Trường Xuân.

## Các đơn vị hành chính
Đức Huệ được chia thành 4 nhai đạo, 10 trấn, 4 hương. 
- Nhai đạo: Thắng Lợi, Kiến Thiết, Huệ Phát, Hạ Gia Điếm
- Trấn: Đại Thanh Chủy, Quách Gia, Tùng Hoa Giang, Đạt Gia Câu, Đại Phòng Thân, Xóa Lộ Khẩu, Chu Thành Tử, Bố Hải, Thiên Thai, Thái Viên Tử
- Hương: Đồng Thái, Biên Cương, Ngũ Đài, Triều Dương